# Boriss Cilevičs
Boriss Cilevičs (né le 26 mars 1956 à Daugavpils) est un physicien, mathématicien et homme politique letton, membre du Parti social-démocrate « Harmonie ».

## Biographie
Depuis 1998, il est membre de la Saeima.
Du 22 avril 2003 au 30 avril 2004, en tant que député observateur, puis du 1er mai 2004 au 19 juillet 2004 en tant que membre de plein droit, il siège au Parlement européen, où il est membre du groupe du Parti socialiste européen.